# 圣费利克斯德丰科德
圣费利克斯-德丰科德（法語：Saint-Félix-de-Foncaude，法語發音：[sɛ̃ feliks də fɔ̃kod]）是法国吉伦特省的一个市镇，属于朗贡区。

## 地理
圣费利克斯-德丰科德（44°39'14"N, 0°5'49"W）面积10.33 平方千米，位于法国新阿基坦大区吉倫特省，该省份为法国西南部沿海省份，是法國本土面积最大的省，北起滨海夏朗德省，西临大西洋，南至朗德省，东南接洛特-加龍省，东临多爾多涅省。
与圣费利克斯-德丰科德接壤的市镇（或旧市镇、城区）包括：圣叙尔皮斯-德波米耶、圣埃克叙佩里、卡米朗、卡斯泰尔维耶勒、圣伊莱尔迪布瓦、圣洛朗迪布瓦。
圣费利克斯-德丰科德的时区为UTC+01:00、UTC+02:00（夏令时）。

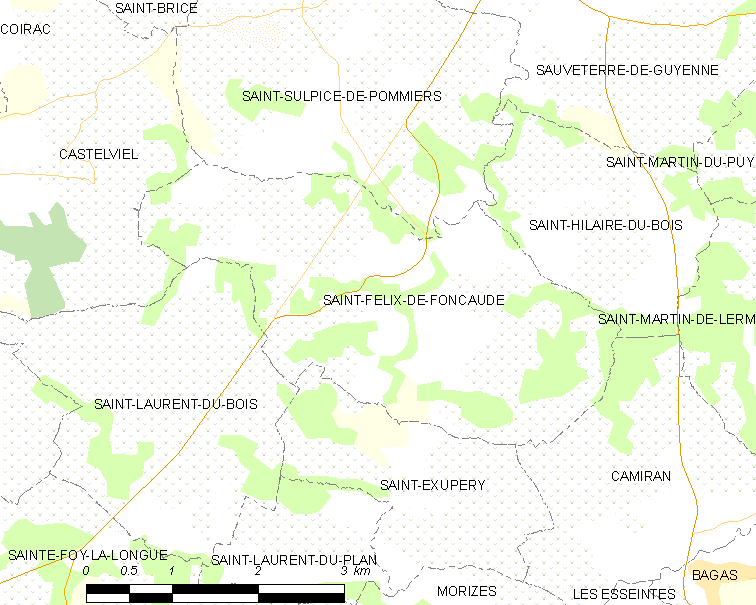
圣费利克斯-德丰科德的OSM定位图

## 行政
圣费利克斯-德丰科德的邮政编码为33540，INSEE市镇编码为33399。

## 政治
圣费利克斯-德丰科德所属的省级选区为勒雷奥莱-莱巴斯蒂德县。

## 人口

1962-2008年间圣费利克斯-德丰科德人口变化图示

圣费利克斯-德丰科德于2022年1月1日时的人口数量为291人。